# P.M. Sayeed
P.M. Sayeed, właśc. Padanatha Mohammed Sayeed (ur. 10 maja 1941 na wyspie Andrott w archipelagu Lakszadiwów, zm. 18 grudnia 2005 w Seulu) – indyjski polityk, wieloletni parlamentarzysta, minister z ramienia Indyjskiego Kongresu Narodowego.

## Życiorys
Uzyskał wykształcenie prawnicze po studiach w Mangaluru i Bombaju. W latach 1969–1970 pełnił funkcję sekretarza generalnego Ogólnoindyjskiego Kongresu Młodzieży.
W 1967 po raz pierwszy został wybrany do parlamentu (izby niższej Lok Sabhy), gdzie był wówczas najmłodszym deputowanym (minimalny wiek dla kandydata to 25 lat); reprezentował w parlamencie rodzinne Lakszadiwy.
Od pierwszego wyboru zasiadał w Lok Sabha nieprzerwanie do 2004, uzyskując mandat w wyborach w 1971, 1976, 1980, 1984, 1989, 1991, 1996, 1998 i 1999 (kadencje IV–XII). W latach 1998–2004 pełnił funkcję wiceprzewodniczącego tej izby parlamentu. W 2004 został mianowany członkiem izby wyższej Rajya Sabha.
W rządach kierowanych przez polityków Indyjskiej Partii Kongresowej pełnił wiele funkcji ministerialnych; w latach 1979–1980 był ministrem stanu ds. górnictwa i hutnictwa, 1993–1995 ministrem stanu ds. wewnętrznych, 1995–1996 ministrem stanu ds. informacji i telewizji. W maju 2004 został ministrem energetyki w rządzie Manmohana Singha i pełnił tę funkcję do końca życia.
Zmarł na zawał serca w Seulu w grudniu 2005.

## Życie prywatne
Od 1967 był żonaty z A.B. Rahmath Sayeed, mieli ośmioro dzieci siedem córek i jednego syna Muhammeda Hamdullę Sayeeda, który poszedł w ślady ojca i wieku 26 lat został najmłodszym członkiem 15. Lok Sabhy.